# Leuculopsis dubitaria
Leuculopsis dubitaria là một loài bướm đêm trong họ Geometridae.